# Salim Ben Seghir
Salim Ben Seghir (Saint-Tropez, 24 de febrero de 2003) es un futbolista profesional francés que juega como extremo en el Neuchâtel Xamax FCS de la Challenge League.

## Trayectoria

### Niza
Es canterano de las academias del SC Cogolinois y O. G. C. Niza. Debutó profesionalmente en un partido válido por la Ligue 1 2020-21 en una derrota 1:2 ante el Dijon, apareciendo como substituto.

### Olympique de Marsella
El 22 de junio de 2021 firmó contrato con el Olympique de Marsella de la Ligue 1.

## Selección nacional
Es internacional en las categorías inferiores de la selección francesa sub-17.

## Vida personal
Nacido en Francia, es de ascendencia marroquí. Es hermano mayor del también futbolista Eliesse Ben Seghir.

## Estadísticas

### Clubes
Actualizado al último partido disputado el 7 de enero de 2023.
| Club                             | Div.          | Temporada     | Liga  | Liga  | Copas nacionales | Copas nacionales | Copas internacionales | Copas internacionales | Total | Total |
| Club                             | Div.          | Temporada     | Part. | Goles | Part.            | Goles            | Part.                 | Goles                 | Part. | Goles |
| -------------------------------- | ------------- | ------------- | ----- | ----- | ---------------- | ---------------- | --------------------- | --------------------- | ----- | ----- |
| O. G. C. Niza II Francia         | 5.ª           | 2019-20       | 6     | 3     | —                | —                | —                     | —                     | 6     | 3     |
| O. G. C. Niza II Francia         | 5.ª           | 2020-21       | 3     | 0     | —                | —                | —                     | —                     | 3     | 0     |
| O. G. C. Niza II Francia         | Total club    | Total club    | 9     | 3     | 0                | 0                | 0                     | 0                     | 9     | 3     |
| O. G. C. Niza Francia            | 1.ª           | 2020-21       | 1     | 0     | 0                | 0                | 1                     | 0                     | 2     | 0     |
| O. G. C. Niza Francia            | Total club    | Total club    | 1     | 0     | 0                | 0                | 1                     | 0                     | 2     | 0     |
| Olympique de Marsella II Francia | 4.ª           | 2021-22       | 16    | 5     | —                | —                | —                     | —                     | 16    | 5     |
| Olympique de Marsella II Francia | 5.ª           | 2022-23       | 8     | 1     | —                | —                | —                     | —                     | 8     | 1     |
| Olympique de Marsella II Francia | Total club    | Total club    | 24    | 6     | 0                | 0                | 0                     | 0                     | 24    | 6     |
| Olympique de Marsella Francia    | 1.ª           | 2021-22       | 1     | 0     | 0                | 0                | 0                     | 0                     | 1     | 0     |
| Olympique de Marsella Francia    | 1.ª           | 2022-23       | 1     | 0     | 1                | 0                | 0                     | 0                     | 2     | 0     |
| Olympique de Marsella Francia    | Total club    | Total club    | 2     | 0     | 1                | 0                | 0                     | 0                     | 3     | 0     |
| Total carrera                    | Total carrera | Total carrera | 36    | 9     | 1                | 0                | 1                     | 0                     | 38    | 9     |